# Hugo Peitsch
Georg Hugo Richard Peitsch (Berlino, 21 dicembre 1878 – Manhattan, 10 settembre 1951) è stato un ginnasta tedesco.
Partecipò ai Giochi della II Olimpiade e a quelli della III Olimpiade che si svolsero rispettivamente a Parigi nel 1900 e a Saint Louis nel 1904. All'Olimpiade parigina, Peitsch prese parte all'unica gara di ginnastica, dove giunse ventinovesimo, mentre all'olimpiade statunitense disputò le gare di ginnastica di concorso generale, dove giunse settimo, e di tre eventi combinati, dove arrivò quarto. Sempre nell'Olimpiade di Saint Louis arrivò cinquantacinquesimo nella gara di triathlon di atletica leggera.